# Скікда – Беррахаль
Скікда — Беррахаль — трубопровід на північному сході Алжиру, призначений для транспортування зрідженого нафтового газу (ЗНГ, пропан-бутанова фракція).
Алжир є великим виробником ЗНГ, який в основному відправляють на експорт. Втім, частина цього продукту споживається всередині країни, а доставка здійснюється автомобільним та залізничним транспортом. У 2010-х роках узялись за реалізацію проєкту спорудження спеціалізованих трубопроводів для доставки ЗНГ внутрішнім споживачам, першим з яких став Скікда — Беррахаль, що став до ладу в 2016-му. Він починається в індустріальній зоні Скікди, де працює великий нафтопереробний завод, та прямує на схід до регіону Аннаби. Трубопровід виконаний у діаметрі 300 мм та має довжину 81 км.
Можливо відзначити, що за тим же проєктом між Скікдою та Беррахалем проклали ще одну нитку діаметром 300 мм для перекачування нафтопродуктів.